# Ochthebius californicus
Ochthebius californicus är en skalbaggsart som beskrevs av Perkins 1980. Ochthebius californicus ingår i släktet Ochthebius och familjen vattenbrynsbaggar. Inga underarter finns listade i Catalogue of Life.